# Compsopogonophyceae
Compsopogonophyceae G.W. Saunders et Hommersand, 2004, segundo o sistema de classificação de Hwan Su Yoon et al. (2006), é o nome botânico de uma classe de algas vermelhas pluricelulares do subfilo Rhodophytina, filo Rhodophyta.

## Táxons inferiores
Ordem 1.: Compsopogonales Skuja, 1939.
Família 1.: Boldiaceae Herndon, 1964.
Gêneros: Boldia
Família 2.: Compsopogonaceae Schmitz in Engler & Prantl, 1896.
Gêneros: Compsopogon
Ordem 2.: Rhodochaetales Bessey, 1907.
Família: Rhodochaetaceae Schmitz in Engler & Prantl, 1896.
Gêneros: Rhodochaete
Ordem 3.: Erythropeltidales Garbary, Hansen & Scagel, 1980.
Família: Erythrotrichiaceae G.M. Smith, 1933.
Gêneros: Erythrotrichia, Chlidophyllon, Erythrocladia, Pyrophyllon, Sahlingia.
- Em 2007 West, J.A., Zuccarello, G.C., Scott, J.L., West, K.A. & De Goer, S.L. incluiram o gênero Pulvinus na ordem Compsopogonales.
- O sistema de classificação de Saunders e Hommersand, (2004) incluia a classe Compsopogonophyceae no subfilo Metarhodophytina.